# William Alfred Buckingham

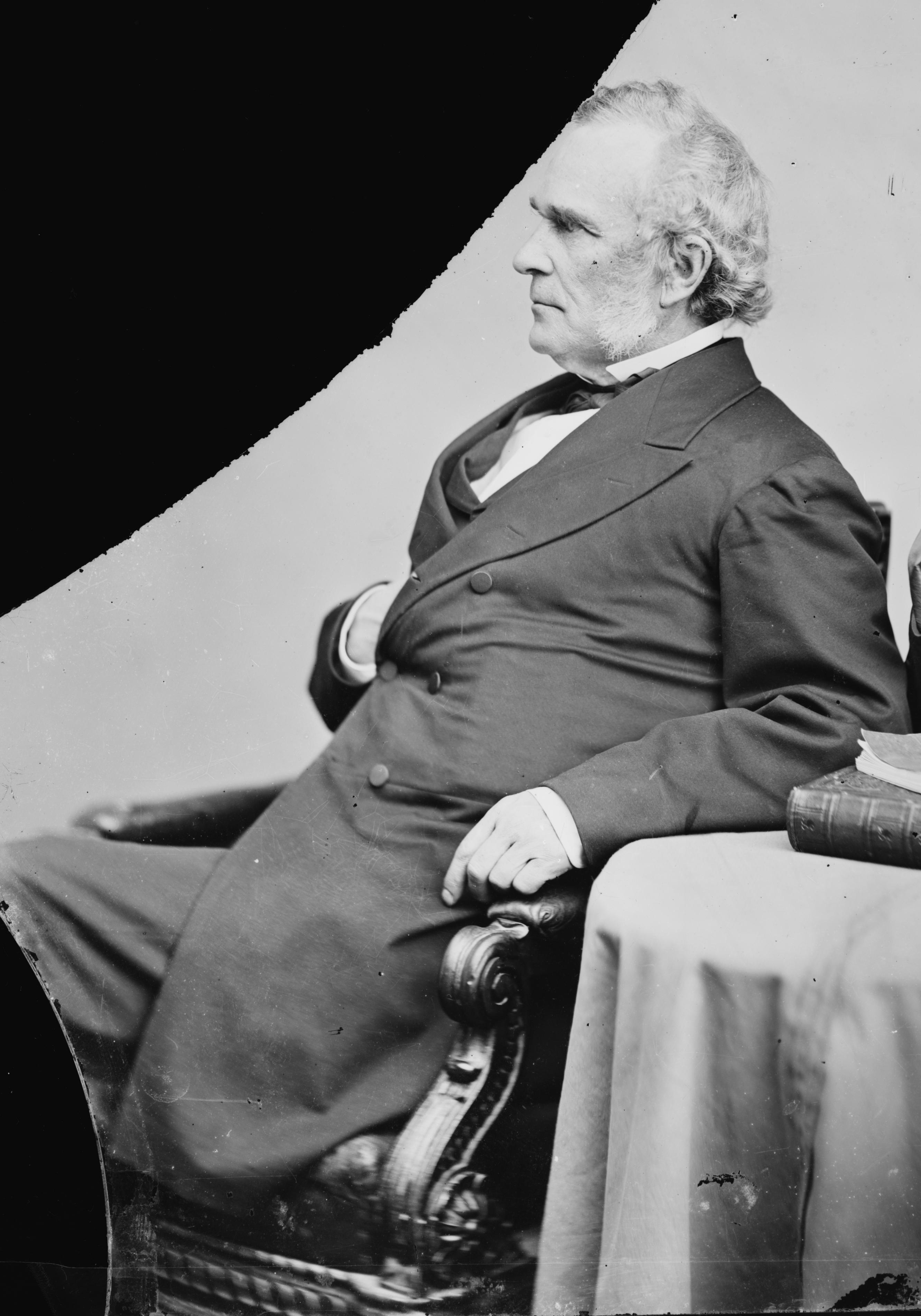
William Alfred Buckingham

William Alfred Buckingham (* 28. Mai 1804 in Lebanon, New London County, Connecticut; † 5. Februar 1875 in Norwich, Connecticut) war ein US-amerikanischer Politiker der Republikanischen Partei.
Nach dem Besuch der öffentlichen Schule und einer Privatschule in Colchester wurde Buckingham beruflich als Kaufmann sowie im Produktionsgewerbe tätig. Von 1849 bis 1850 sowie erneut von 1856 bis 1857 war er Bürgermeister der Stadt Norwich. 1858 wurde Buckingham mit 52 Prozent der Stimmen gegen den Demokraten James T. Pratt zum Gouverneur von Connecticut gewählt, was er nach sieben Wiederwahlen bis zum Jahr 1866 blieb. Er gewann noch einmal gegen Pratt sowie unter anderem je zweimal gegen Thomas H. Seymour und Origen S. Seymour.
1868 wurde William Buckingham als Vertreter Connecticuts in den US-Senat gewählt, dem er vom 4. März 1869 bis zu seinem Tod im Februar 1875 angehörte. Im Senat war er Vorsitzender des Committee on Engrossed Bills; ferner gehörte er dem Committee on Investigation and Retrenchment sowie dem Committee on Indian Affairs an.